# Westerems

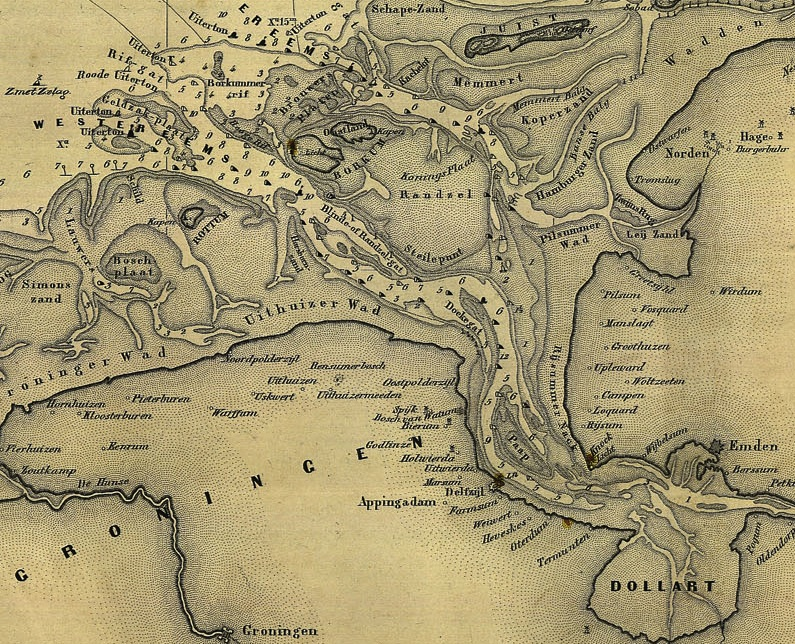
Westerems und Osterems um 1883

Die Westerems (nl. Westereems) ist der westliche Mündungsarm der äußeren Ems in die Nordsee.

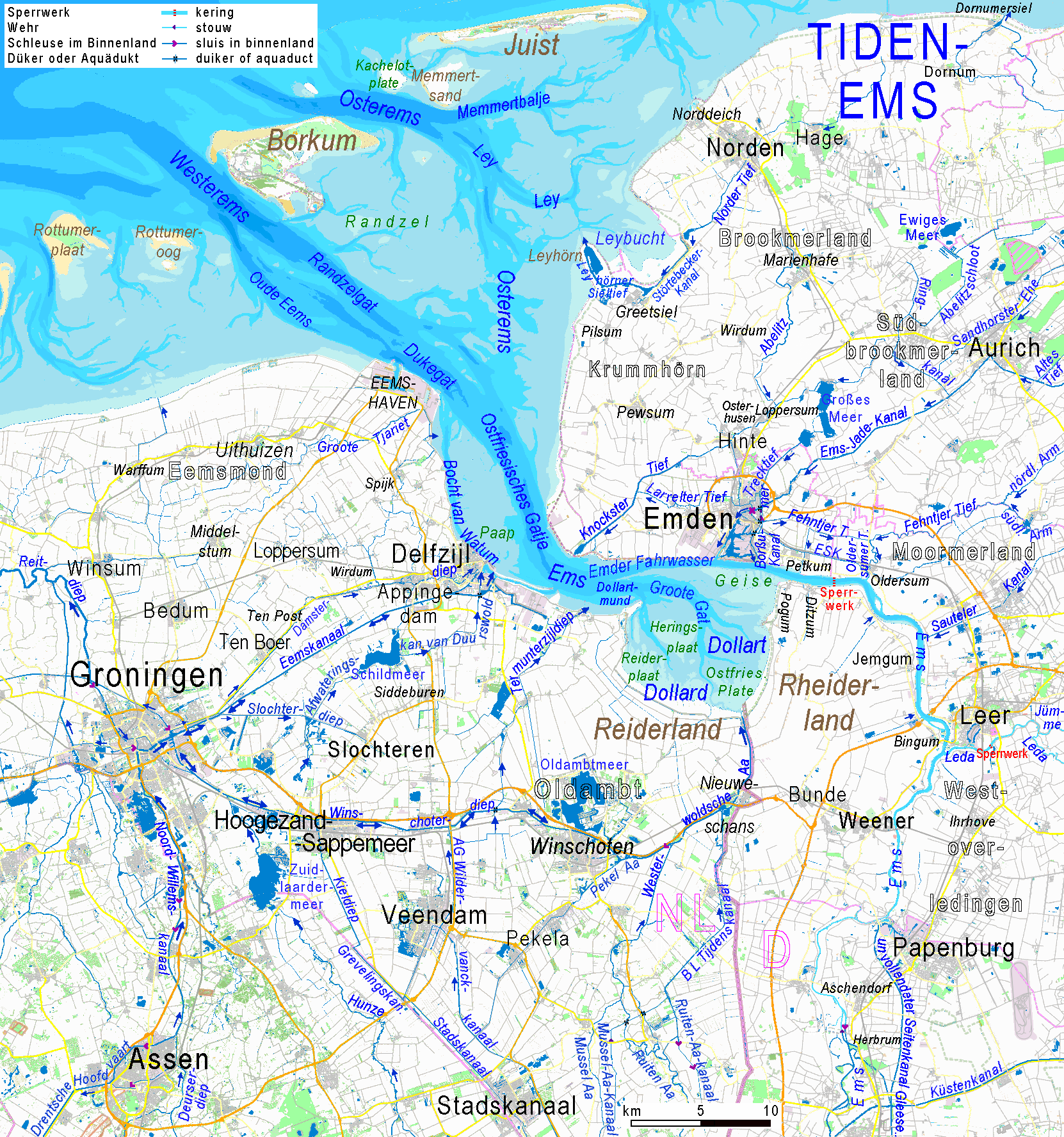
Westerems im äußeren Emsästuar: Watt in blassen, Flächen unter dem Seekartennull in leuchtenden Blautönen; vor den Gezeiten abgeschirmte Gewässer gedeckt blau

Die Westerems verläuft in Nordwest-Südost-Richtung südwestlich an der westlichsten ostfriesischen Insel Borkum vorbei. Südlich Borkum bildet das Randzelgat das Hauptfahrwasser.
Der Arm der Ems östlich von Borkum wird Osterems genannt. Das Hauptfahrwasser der Ems war im 16. Jahrhundert die Osterems. Sie verlandete jedoch stark und die Westerems wurde zunehmend als Wasserstraße zur Ansteuerung von Emden genutzt.
Der Begriff Westerems hat zwei Bedeutungen. Zum einen bezeichnet er den gesamten äußeren Emsarm westlich von Borkum, zum anderen ist er speziell der Name des Haupt-Fahrwassers im äußersten Bereich der Emsmündung. Die weiteren Fahrwasser neben der Westerems (früher auch als Westgat bezeichnet) werden Hubertgat (niederländisch: Huibertgat) und Riffgat genannt (siehe auch Seegatt).
Zur Fahrt durch das Randzelgat dient der 65,3 Meter hohe Leuchtturm Campen, als Tagesmarke und nachts als Leitfeuer. Der als Dreibein-Stahlkonstruktion gebaute Turm steht an der ostfriesischen Westküste. Er wurde 1883 im Rahmen des deutsch-niederländischen Projektes Beleuchtung der Unter-Ems als eines von fünf Leitfeuern zur Ansteuerung der Ems bei Nacht geplant.